# Remer (Minnesota)
Remer é uma cidade localizada no estado americano de Minnesota, no Condado de Cass.

## Demografia
Segundo o censo americano de 2000, a sua população era de 372 habitantes.
Em 2006, foi estimada uma população de 368, um decréscimo de 4 (-1.1%).

## Geografia
De acordo com o United States Census Bureau tem uma área de
2,9 km², dos quais 2,9 km² cobertos por terra e 0,0 km² cobertos por água. Remer localiza-se a aproximadamente 409 m acima do nível do mar.

## Localidades na vizinhança
O diagrama seguinte representa as localidades num raio de 32 km ao redor de Remer.